# 니콘 D7100
니콘 D7100(Nikon D7100)은 니콘이 2013년 2월에 발매한 디지털 일안 반사식 카메라 모델이다. 니콘 D7000의 후속 모델이며, 화소수 AF측거점 수, 연사속도, LCD 화질 등의 성능이 대폭 상향되었다. 니콘 D5300과 니콘 D300s의 중간모델이며, 타사의 경쟁 모델로는, 캐논의 캐논 EOS 70D, EOS 7D 등이 있다.

## 성능
- 로우패스 필터를 미탑재한 2,410만 화소 CMOS 니콘 DX 포맷
- 니콘 EXPEED 3 이미지 프로세서
- Advanced Multi-CAM 3500DX 오토 포커스 센서 탑재 (51 포인트, 15크로스)
- 3D 컬러 메트릭스 메터링 2,016픽셀 RGB 센서
- HD 비디오 촬영 중 오토 포커스, 1920 x 1080p 30, 25, 24 프레임, 720p 60, 50프레임
- H.264/MPEG-4 AVC Expeed 비디오 프로세서 탑재 및 HDMI 아웃 지원
- ISO 100-6,400(확장 감도 100-25,600) 지원
- 0.94배율의 100% 시아율 뷰파인더
- Nikon GP-1 탑재시 GPS 인터페이스 사용 가능

## 비디오 성능
- D7100의 비디오 캡처 모드가 활성화 중일때, 카메라는 오디오 미터 오버레이를 LCD 왼쪽 구석에 표시하는 단점이 있다.
- D7100은 비디오 캡쳐중 조리개 조절을 할 수 없다.
- 비디오 촬영 중 허락되는 가장 느린 셔터스피드가 1/25초이다.

## 장점과 단점
2,410만 화소를 탑재한 D7100은 확실히 1,620만 화소의 D7000보다는 낫다. 물론 후계기가 당연히 앞전 기종보다는 좋아야 하는 것이 맞지만, 카메라를 전문적으로 벤치마킹하는 DxOMark는 '단지 낫다고 여겨질 정도' 로 평가했다. D7100은 광학식 로우 패스 필터를 제거했음에도 불구하고, 같은 센서를 사용하고 로우패스 필터를 탑재한 D5200과 비교했을 때 이미지 상에서 별 다른 차이를 찾아보기 힘들다. 즉 로우패스 필터를 제거함으로써 얻는 유일한 이득은 D7100을 1.3배율 크롭 팩터 모드에서 포커싱 했을 때 1.5배율 크롭 팩터보다는 조금 더 빠른 성능을 보여준다는 것이다. 하지만 이 조차도 비디오 모드에서는 사용할 수 없다.